# Antesterie

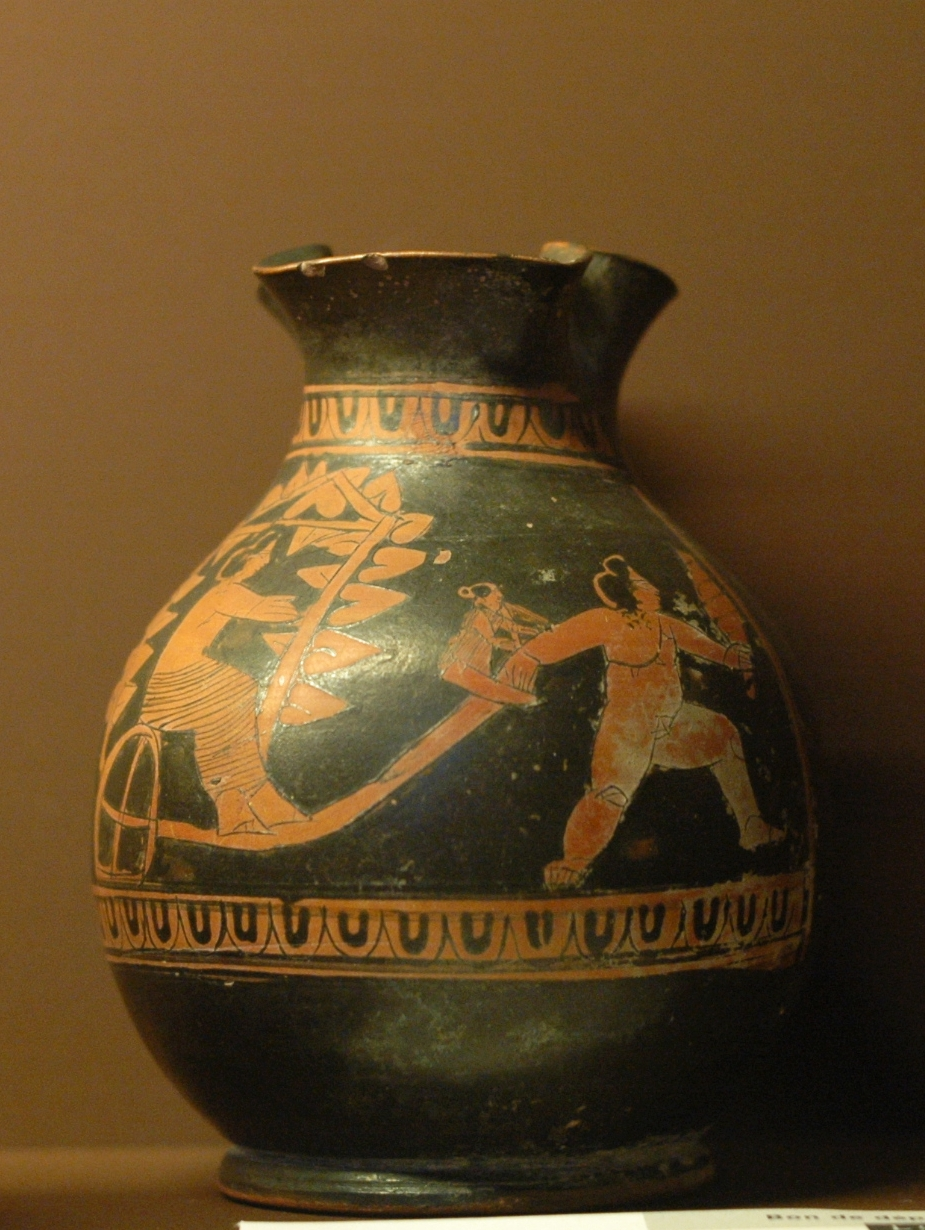
Oinochoe delle Antesterie, 430-390 a. C., museo del Louvre

Le Antesterie  erano delle feste celebrate in onore di Dioniso, in ambiente ionico-attico, che avevano a che fare direttamente col piacere del vino e con il "fiorire primaverile". Questi giorni di festa cadevano infatti nel mese di Antesterione (a cavallo fra febbraio e marzo) con l'avvicinarsi della primavera. Ad Atene venivano chiamate "antiche Dionisie" per distinguerle dalle "grandi Dionisie" più recenti e introdotte infatti da Pisistrato nel VI secolo a.C.

## Descrizione
Ad Atene le feste duravano tre giorni, dall'11 al 13 di Antesterione (mese che prendeva il nome da queste feste), chiamati "apertura delle giare" (Πιθοίγια , Pithoígia), "boccali" (Χόες, Chóes) e "pentole" (Χύτροι, Chýtroi). Si tenevano presso il santuario di Dioniso ἐν Λίμναις (en Limnais, "alle paludi") e iniziavano ufficialmente al tramonto, quando si onorava il dio con le prime libagioni.

### Primo giorno,Πιθοίγια (apertura dei vasi)
Durante il primo giorno si assaggiava il vino pigiato in autunno: veniva spillato ed assaggiato solo durante le Antesterie; era previsto anche e soprattutto un sacrificio di questo vino (libagione) per farlo assaggiare al dio. Contenti della miscela si inneggiava al dio con immensa gioia ed ebbrezza.
In questi giorni avevano luogo anche agoni veri e propri di bevute di vino con il proprio boccale (anche i bimbi e gli schiavi partecipavano).

### Secondo giorno,Χόες (brocche)

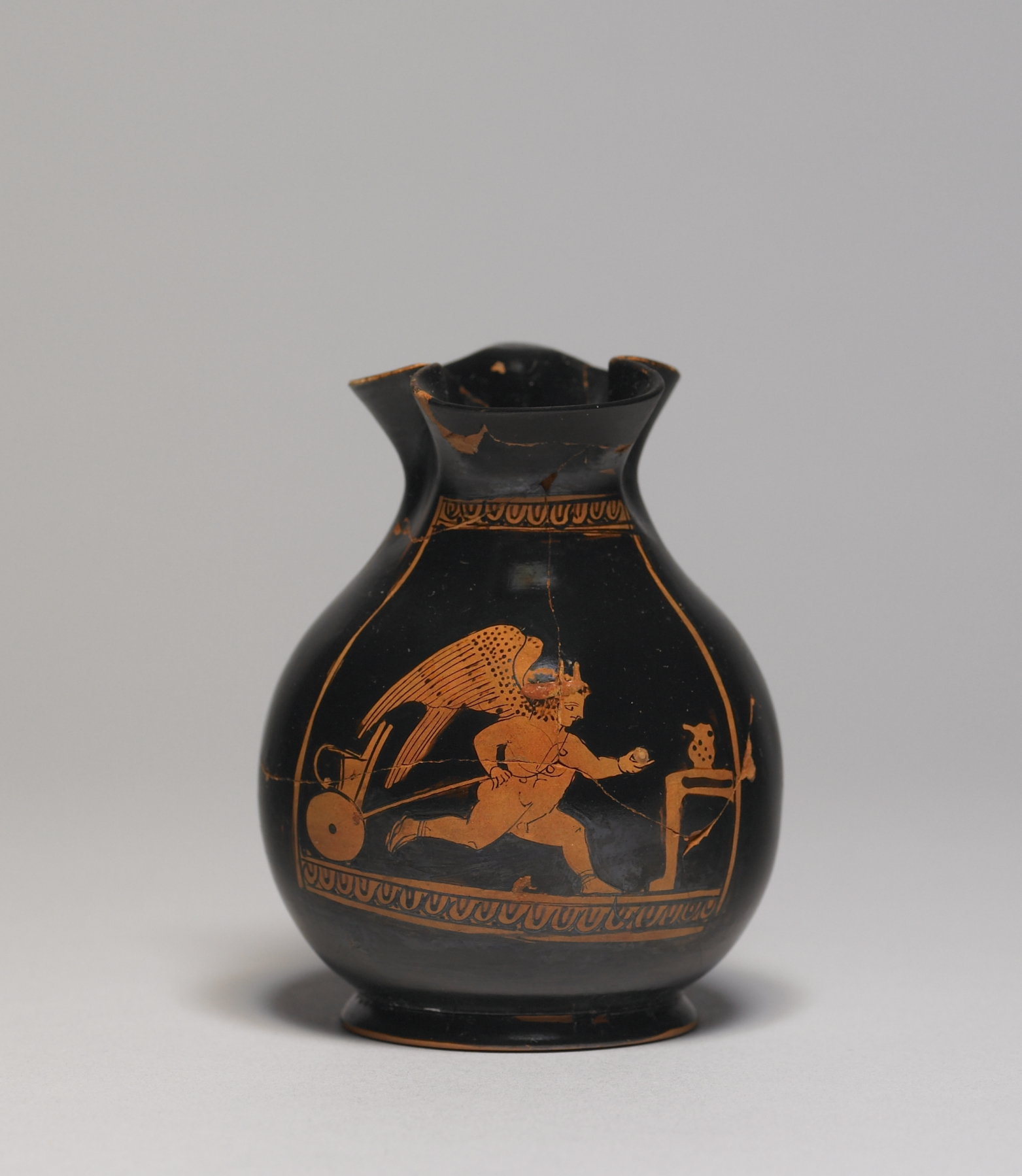
Chous raffigurante Eros, 410 a.C. circa, Walters Art Museum

Il 12 di Antesterione era probabilmente il giorno più importante delle feste: in un clima di allegria domestica e di ebbrezza, si facevano bevute di vino in tutta la città usando dei particolari boccali, i choes. Si svolgeva una gara di bevute nel thesmotheteion, guidata dall'arconte re, al termine della quale il vincitore riceveva in premio un otre pieno di vino. Altre gare di bevute, non ufficiali, mettevano in palio dolci e ghirlande; queste ultime venivano successivamente offerte al santuario en limnais insieme ai boccali intorno ai quali venivano avvolte. Secondi le fonti antiche, la gara avrebbe tratto origine dal mito di Oreste: quando egli giunse ad Atene dopo aver ucciso la madre, il re Pandione (o Demofonte secondo un'altra versione) non lo fece partecipare direttamente alle libagioni in onore di Dioniso, ma mise dei boccali di vino davanti a ciascun convitato, in modo che tutti potessero bere senza che Oreste li contaminasse.
Nel santuario, che apriva solo questo giorno nel corso dell'anno, 14 donne dette "le venerande" (γεραιραί, gerairai) celebravano i riti segreti che precedevano la cerimonia del matrimonio sacro tra la moglie dell'arconte re e Dioniso. Questo matrimonio era un rito di fertilità, che si teneva nella residenza del re (Boukoleion), ma rimane oscuro il modo in cui concretamente queste nozze dovevano avvenire: forse la regina giaceva con un'erma oppure il re compariva nella maschera del dio. Questa pratica si riferisce sicuramente al mito di Dioniso e Arianna. Le venerabili danzavano intorno ad un idolo del dio.
Ateneo riferisce che in questo giorno era usanza inviare doni e dare la paga ai maestri, i quali invitavano gli studenti a pranzare con loro.

### Terzo giorno,Χύτραι (pentole)
Il 13 di Antesterione era il giorno delle pentole, nelle quali si cuocevano vari tipi di grano, che venivano poi offerti a Ermes Ctonio soprattutto in ricordo dei morti nel diluvio di Deucalione; si sviluppava un secondo aspetto, più cupo e in contrasto col giorno precedente: il tema della contaminazione (miarà). In questo giorno si credeva che gli spiriti girassero per le città e contro di essi si compivano alcuni gesti, come ricoprire le porte di pece e masticare spincervino. Il giorno terminava con il grido: "Andate via, Cari", oppure: "Andate via, Chere, sono finite le Antesterie". Non si sa di preciso quale fosse l'espressione più antica: nel primo caso sarebbe stato ordine rivolto agli schiavi (i Cari) di tornare in campagna a lavorare, dopo aver partecipato alle feste; nel secondo caso si tratterebbe di un'espressione usata per scacciare gli spirti impuri, le Chere, che però non è un'usanza attestata per Atene.
Vi è qui un'associazione fra cibo primitivo e cibo dei morti, nel senso di cibo consumato dagli antenati. Ai morti viene infatti offerta la cosiddetta panspermìa (πανσπερμία), una torta impastata col seme di ogni pianta (che è appunto il significato letterale della parola greca). Una sorta di equivalente cristiano della panspermìa sarebbero da considerarsi i kòllyba (neutro plurale greco, κόλλυβα, "pasticcetti"). Il nome deriva dalla parola kòllybos (κόλλυβος) che era il chicco di grano utilizzato per pesare l'oro, e più tardi questa parola veniva utilizzata per definire una moneta che equivaleva ad 1/4 delle monete di bronzo. Gli ingredienti di questi cibi sono ricchi di simbologia. Le mandorle rappresenterebbero le ossa nude; la melagrana simboleggerebbe il ritorno del corpo nella terra; l'uva passa, l'idea che la morte non sia così amara. Il grano, invece, è il simbolo della resurrezione.
La kòllyba non manca mai in tutte le cerimonie funebri della Grecia odierna, dove c'è l'abitudine di ricoprirla con  zucchero a velo.
È stato proposto che nel terzo giorno delle Antesterie, o nel passaggio dal secondo al terzo giorno, si svolgessero le Aiora, una festa in cui si ricordava la morte di Erigone, suicidatasi dopo che il padre Icario era stato ucciso dai pastori che credevano di essere stati avvelenati dal vino che egli aveva introdotto. Le Aiora sono ricordate in un frammento di Callimaco insieme a Πιθοίγια e Χόες, ma gli studiosi moderni non sono concordi nell'associare Aiora e Antesterie.
Durante il terzo giorno si svolgeva anche l'agone delle Pentole, una gara tra attori comici il cui vincitore poteva partecipare alle successive Grandi Dionisie. Questa gara fu ripristinata da un decreto di Licurgo tra il 350 e il 325 a.C., ma non è noto quando fu istituita per la prima volta; non era però una parte originarie delle feste, poiché le Grandi Dionisie erano più recenti delle Antesterie.